# Ivica Avramović
Ivica Avramović (serbisch-kyrillisch Ивица Аврамовић; * 30. August 1976 in Belgrad) ist ein ehemaliger serbischer Fußballspieler.
| Personendaten    | Personendaten               |
| ---------------- | --------------------------- |
| NAME             | Avramović, Ivica            |
| ALTERNATIVNAMEN  | Аврамовић, Ивица (serbisch) |
| KURZBESCHREIBUNG | serbischer Fußballspieler   |
| GEBURTSDATUM     | 30. August 1976             |
| GEBURTSORT       | Belgrad, Jugoslawien        |